# Mads Anton Madsen
Mads Anton Madsen, auch geführt als M. A. Madsen, (* 16. November 1880 in Dänemark; † 24. April 1968 ebenda) war ein dänischer Kameramann.

## Leben und Wirken
Madsen, über dessen Leben kaum etwas bekannt ist, gilt heute als einer der komplett vergessenen Kamerapioniere des europäischen Films. Nach seiner fotografischen Ausbildung arbeitete er auch in diesem Beruf, stieß aber bereits zum Jahreswechsel 1908/1909 zur Filmgesellschaft Biorama. Für diese Firma fotografierte er bis 1913 eine Fülle von Filmen, in denen Stars wie Valdemar Psilander und Clara Pontoppidan vor seiner Kamera agierten.
Inmitten des Ersten Weltkriegs folgte er wie so viele dänische Filmfachkräfte einem Ruf nach Deutschland. In Berlin verpflichtete ihn 1916/1917 Paul Wegener in seiner Eigenschaft als Regisseur für mehrere seiner Inszenierungen. Madsens fotografische Leistungen fanden vor allem beim Märchenfilm Rübezahls Hochzeit viel Lob in der Presse. Bereits 1920 endete seine deutsche Karriere wieder.
Danach hat man kaum mehr etwas von Madsen gehört. Nach seiner Rückkehr nach Dänemark fand er dort keinen Anschluss an die heimische Filmindustrie und fristete zuletzt ein Dasein als Schnappschuss-Fotograf am Kopenhagener Rathausplatz.

## Filmografie
- 1909: Gøngehøvdingen
- 1909: Faldgruben
- 1909: De onde veje
- 1910: Dorian Grays Portræt
- 1910: Elverhøj
- 1910: Himlens straf
- 1910: København ved nat
- 1911: Brudekjolen
- 1911: Bukseskørtet
- 1911: Buster Brown
- 1911: Frelserpigen
- 1911: Lersøens konge
- 1911: Sparekassebogen
- 1911: Det store fald
- 1912: Aegypteren radamas
- 1912: Edith
- 1912: Fodsporet
- 1912: Forstækningsmanden
- 1912: Gøglerens elskov
- 1912: Kun en tigger
- 1912: Lumpacivagabundus
- 1912: Møllerens datter
- 1912: Nana
- 1912: Pigernes jenser
- 1912: En slem dreng
- 1912: Pigerøvoren
- 1912: Den svundne lykke
- 1913: Lille Claus og store Claus
- 1913: Scenens børn
- 1916: Der Yoghi
- 1916: Rübezahls Hochzeit
- 1917: Der Golem und die Tänzerin
- 1918: ...um eine Stunde Glück
- 1918: Das Mädchen aus der Opiumhöhle
- 1920: Menschen
- 1920: Wie Satan starb